# 圣克里斯托瓦尔 (巴利阿里群岛)
圣克里斯托瓦尔（西班牙語：San Cristóbal）是西班牙巴利阿里群岛的一个市镇。总面积31平方公里，总人口1167人（2001年），人口密度38人/平方公里。